# Ibrahima Sory Camara
Ibrahima Sory Camara (ur. 1 stycznia 1985 w Konakry), gwinejski piłkarz, występuje na pozycji bocznego obrońcy. Urodzony w Gwinei, dorastał w Sierra Leone, skąd pochodzą jego rodzice.

## Kariera klubowa
W sezonie 2004/2005 został przeniesiony do pierwszej drużyny włoskiej AC Parmy. Wystąpił w 9 meczach Serie A oraz zaliczył 7 spotkań w Pucharze UEFA. Jego drużyna przegrała wówczas w półfinale z CSKA Moskwa. Latem 2006 Camara został wypożyczony do Le Mans UC72, a rok później działacze francuskiego klubu zdecydowali się na transfer definitywny. Przez jeden sezon w Le Mans, Camara grał ze swoim rodakiem, Ismaëlem Bangourą, który rok później odszedł do Dynama Kijów. W 2010 roku był wypożyczony do drugoligowego FC Nantes, a latem przeszedł do beniaminka belgijskiej ekstraklasy, KAS Eupen i spędził tam sezon 2010/2011.
Następnie Camara grał w marokańskim CODM Meknès, angolskiej Porcelanie, gwinejskim AS Kaloum Star oraz Zemunie.
| Sezon   | Klub                | Kraj    | Liga                 | Mecze | Gole | Rozgrywki Europy | Mecze | Bramki |
| ------- | ------------------- | ------- | -------------------- | ----- | ---- | ---------------- | ----- | ------ |
| 2003/04 | AC Parma            | Włochy  | Serie A              | 0     | 0    | -                | -     | -      |
| 2004/05 | AC Parma            | Włochy  | Serie A              | 9     | 0    | Liga Europy UEFA | 1     | 0      |
| 2005/06 | AC Parma            | Włochy  | Serie A              | 3     | 0    | Liga Europy UEFA | 7     | 0      |
| 2006/07 | Le Mans UC72 (wyp.) | Francja | Ligue 1              | 19    | 0    | -                | -     | -      |
| 2007/08 | Le Mans UC72        | Francja | Ligue 1              | 25    | 0    | -                | -     | -      |
| 2008/09 | Le Mans UC72        | Francja | Ligue 1              | 30    | 0    | -                | -     | -      |
| 2009/10 | Le Mans UC72        | Francja | Ligue 1              | 3     | 0    | -                | -     | -      |
| 2009/10 | FC Nantes (wyp.)    | Francja | Ligue 2              | 7     | 0    | -                | -     | -      |
| 2010/11 | KAS Eupen           | Belgia  | Eerste klasse        | 9     | 0    | -                | -     | -      |
| 2011/12 | CODM Meknès         | Maroko  | Botola               | 3     | 1    | -                | -     | -      |
| 2013    | Porcelana FC        | Angola  | Girabola             | 10    | 0    | -                | -     | -      |
| 2013/14 | AS Kaloum Star      | Gwinea  | Championnat National | ?     | ?    | -                | -     | -      |
| 2014/15 | AS Kaloum Star      | Gwinea  | Championnat National | ?     | ?    | -                | -     | -      |
| 2015/16 | FK Zemun            | Serbia  | Prva liga            | 5     | 0    | -                | -     | -      |

## Kariera reprezentacja
Camara ma na swoim koncie 18 występów oraz 5 bramek w reprezentacji Gwinei. Był członkiem drużyny narodowej podczas Pucharu Narodów Afryki 2006, kiedy to zawodnicy Syli Nationale zwyciężyli swoją grupę i odpadli w ćwierćfinale z Senegalem.